# Lampreh Lamjampok
Lampreh Lamjampok is een bestuurslaag in het regentschap Aceh Besar van de provincie Atjeh, Indonesië. Lampreh Lamjampok telt 183 inwoners (volkstelling 2010).